# Château de Marschlins
Le château de Marschlins, appelé en allemand Schloss Marschlins, est un château situé sur le territoire de la commune grisonne de Landquart, en Suisse.

## Histoire
Le château de Marschlins, nommé pour la première fois en 1324, a probablement été construit dans la seconde moitié du XIIIe siècle sur les fondations d'une église. Tout d'abord propriété de la famille de Toggenbourg, il passe entre les mains de familles locales.
Rebâti pratiquement entièrement en 1460 après un incendie, il est acquis par Sigismond d'Autriche qui le donne en fief à Ulrich von Brandis avant de le vendre à la famille de Salis. Au cours des siècles suivants, il a connu de nombreuses modifications (drainage du fossé au XVIe siècle, création d'une nouvelle entrée à l'ouest avec un pont de pierre au XVIIe siècle, rénovation de l'aile nord et de l'intérieur des bâtiments vers 1635, puis de l'aile sud en 1771. Enfin, en 1905, l'entier du bâtiment a été reconstruit par l'association de sauvegarde du château.
Le bâtiment, de même que le parc qui l'environne, est inscrit comme bien culturel d'importance nationale.

## Sources
- (de) Cet article est partiellement ou en totalité issu de l’article de Wikipédia en allemand intitulé « Schloss Marschlins » (voir la liste des auteurs).